# Helluapterus niger
Helluapterus é um género de coleópteros carabídeos pertencente à subfamília Anthiinae.
O género Helluapterus contém uma única espécie, Helluapterus niger.